# Sam Ulano
Sam Ulano (* 8. August 1920 in New York City; † 1. Januar 2014) war ein US-amerikanischer Jazzschlagzeuger und Schlagzeuglehrer.

## Leben und Wirken
Ulano begann dreizehnjährig Schlagzeug zu spielen. Er lernte bei Jules Wischick, Aubrey Brooks und Irving Torgman (einem der Schlagzeuger an der Radio City Music Hall), bei David Gussikoff (der bei vielen Broadwayshows spielte), bei Al Bromell vom NBC Radio Orchestra und bei Gus Schmell. Vier Jahre studierte er an der Manhattan School of Music bei Alfred Freizie und Fred Albright.
Siebzehnjährig eröffnete er sein erstes Schlagzeugstudio und begann, die ersten Lehrbriefe und -bücher zu schreiben; im Lauf der Jahre waren es angeblich mehr als 2500, wobei monatlich erscheinende Periodika wie „Sam Ulano’s Monthly Progressive Study Charts for Drummers“ mitgezählt wurden. An der James Monroe High School in der Bronx gewann er eine Goldmedaille für Musik. Während seiner Militärzeit unterrichtete er ein Schlagzeug-Corps. Neben seinen Lehrbüchern entstanden auch zahlreiche Audio- und Videoaufzeichnungen. Zu seinen Schülern zählen John Sarracco, Alan Schwartzberg, Joe Bonadio, Marvin Smitty Smith, Rudy Collins, Mousey Alexander, Ron Tierno, Dave Bailey, Billy Taylor, Stu Martin, Charlie Perry, Stan Spector, Russ Moy, Bill Rotella, Glen Weber, Fred Klatz, Les Jenkins, Barry Altschul und viele andere.
Als Musiker ist Ulano in New York als „Mr. Rhythm“ bekannt. Er spielte vor Schülern von mehr als 500 Schulen der Stadt, trat in Fernsehshows von Gary Moore, Ernie Kovacs, Joe Franklin und Steve Allens Tonight Show auf und war vierzehn Jahre Mitglied von Sol Yageds Quartett. Bis 1980 trat er mit dem eigenen Quartett im New York Gaslight Club auf. Ab 1985 leitete er die Gruppe Sam Ulano and the Red Blazers im New Yorker Jazzclub Red Blazer, wo ihm 1997 der Drum Master Award verliehen wurde. Im Bereich des Jazz war er zwischen 1956 und 2005 an zwölf Aufnahmesessions beteiligt, mit Moondog (Caribea, Prestige 1956), Tony Parenti, Sol Yaged, seiner eigenen Band Sammy Ulano's Red Blazers (1999) und zuletzt im Duo mit dem Pianisten Steve Elmer (Brothers in Swing).
Sein Sohn, der Toningenieur Mark Ulano, erhielt 1998 einen Oscar für seine Arbeit am Film Titanic.

## Aufnahmen
- The Art of Playing Brushes
- The Art of Show Drumming
- Trading Fours
- Latin Rhythms & The time keeper
- The Art of Commercial Drumming
- Latin for the Layman
- Follow the Leader Bongos
- How to Teach Drums (6 Audiokassetten)
- Sam Ulano Broadcasts on Station D R U M (24 Audiokassetten)

## Bücher
- Sam Ulano: I Love What I Do!:  A Drummer's Philosophy of Life at Eighty, ISBN 1-890995-35-5.